# Senegambia
Senegambia er betegnelsen for en politisk enhed i Vestafrika. Mellem 1982 og 1989 var det navnet på en løs konføderation mellem Senegal og Gambia, men konføderationen blev opløst af Senegal, da Gambia ikke var interesseret i at øge samarbejdet.

## Før konføderationen
Da europæerne for alvor begyndte at kolonisere Afrika, var briterne og franskmændene meget interesserede i området og kæmpede om magten. I første omgang fik Frankrig kontrol over Senegal-floden og Cap Vert, mens Storbritannien fik magten over Gambia-floden. I perioden 1500-1758 kæmpede de to lande om at få den fulde kontrol over området, hvis beliggenhed var meget vigtig for slavetransporten fra Afrika til Amerika, hvor det var sidste station på fastlandet inden den farefulde tur over Atlanterhavet.
I 1758 fik briterne omsider indtaget de franske besiddelser og etablerede det første Senegambia som en kronkoloni. Denne situation holdt dog kun til 1779, hvor franskmændene indtog den største britiske besiddelse, og den britiske kronkoloni ophørte med at eksistere i 1783. Versailles-freden samme år fastlagde en opdeling, hvor området omkring Gambia-floden blev britisk, mens området udenom (Senegal) blev fransk. Grænsen var dog ikke videre fast, og der opstod forsøg på at samle de to dele, idet der var overvejelser om en byttehandel, hvor franskmændene skulle have Gambia mod at afgive en anden vestafrikansk besiddelse. Denne handel blev dog aldrig til noget.
Efter at parterne havde levet med løse grænser i en årrække, indvilligede Frankrig i 1889 en aftale, der etablerede den grænse mellem Senegal og Gambia, der eksisterer i dag. Få år senere indgik Senegal i Fransk Vestafrika, der eksisterede indtil den store selvstændighedsbølge for de afrikanske nationer i midten af det 20. århundrede. Senegal blev selvstændigt i 1960 og Gambia i 1965. De to nye nationer stod nu med udfordringen om, hvordan man fik to nationer til at fungere fornuftigt, når den ene (Gambia) ligger fuldstændigt omsluttet af den anden (Senegal), og der samtidig er store kulturelle ligheder samtidig med ikke ubetydelige forskelle mellem landenes befolkninger.

## Konføderationen
Landene fulgte ikke samme politiske og handelsmæssige spor, hvilket førte til spændinger mellem landene, hvor der også forekom omfattende smugleri og sortbørshandel. Senegal frygtede uro i Gambia samt andre nabolande, som næsten blev til realitet, da venstreorienterede oprørere forsøgte et statskup i Gambia i sommeren 1981 mod præsident Dawda Jawara. Denne anmodede om militærhjælp fra Senegal, og kuppet blev afværget. Da nu begge lande havde fået politisk ustabilitet på nærmeste hold, var det naturligt at søge tættere samarbejde. En aftale blev indgået, og fra nogle sider, blandt andet den netop afgåede præsident i Senegal, Léopold Sédar Senghor, var der håb om, at samarbejdet skulle sprede sig og i den sidste ende en større enhed mellem de afrikanske nationer ud fra en panafrikansk ideologi.
Imidlertid var tanken om et tæt samarbejde i Senegambia primært en elitær ide, der ikke havde opbakning i befolkningen, og efterhånden som kuptruslen mindskedes, blev den gambianske regering nervøs for at miste magt i et for tæt samarbejde med nabolandet. Det endelige brud blev en realitet, da Senegals præsident Abdou Diouf opgav det nære samarbejde efter fejlslagne forhandlinger om en toldaftale.
14°40′N 17°02′V / 14.67°N 17.03°V